# Фейсал Атія Альшаарі
Фейсал Атія М. Альшаарі (5 січня 1958, Бенгазі) — лівійський дипломат. Надзвичайний і Повноважний Посол в Україні з червня 2008 року.

## Біографія
Народився 5 січня 1958 року в місті Бенгазі. Закінчив Університет Бенгазі, бакалавр політології.
З 1982 року співробітник Міністерства закордонних справ Великої Соціалістичної Народної Лівійської Арабської Джамахірії.
У 1982–1987 — третій секретар офісу Міністра закордонних справ.
У 1987–1991 — другий секретар в Лівійській Місії при ООН, Нью-Йорк.
У 1992–1997 — перший секретар в офісі заступника Міністра закордонних справ у справах співробітництва.
У 1998–2003 — радник Посольства Соціалістичної Народної Лівійської Арабської Джамахірії в Австрійській Республіці.
У 2003–2008 — старший радник в Генеральному управлінні з європейських справ, згодом в офісі Міністра закордонних справ Соціалістичної Народної Лівійської Арабської Джамахірії.
З червня 2008 — Надзвичайний і Повноважний Посол в Україні.